# Oprezno s anđelom
Oprezno s anđelom (šp. Cuidado con el ángel) meksička je telenovela koja se emitira u Hrvatskoj na programu HRT-a, i od 2012. na Domi TV Glavne su uloge utjelovili glumci Maite Perroni i William Levy.

## Radnja
Maria de Jesus - "Marichuy" je mlada siromašna djevojka koju su roditelji napustili dok je još bila novorođenče. Majka ju je povjerila ocu Anselmu, misleći da će umrijeti. Marichuy je živjela u sirotištu dok nije pobjegla, a kasnije je živjela na ulici i tamo je jedan mladić pijan pokušao silovati, što je kod Marichuy uzrokovalo odbojnost prema muškarcima. Jednog dana je na ulici nađe starica Candelaria koja je primi u svoj siromašni dom. Marichuy zarađuje radeći razna posla. Završava u zatvoru, ali ju spašava Juan Miguel i odvodi u svoju kuću što se Oneliji nije svidjelo i zbog toga Marichuy se seli kod suca Velarda. 
Juan Miguel je bogati psihoanalitičar koji je nesretno oženjen s Vivianom, ženom zainteresiranom samo za zabavu i užitak. S Juanom Miguelom u njegovoj kući još žive njegova i Vivianina kćer Mayita, njegova sestra Rocio i Vivianina majka Onelia, čangrizava žena.
Jednog dana Marichuy odnese opranu robu obitelji San Roman i ona i Juan Miguel se susretnu. To je jako promijenilo njihov život.

## Opis likova

### Protagonisti
- Maite Perroni - Maria de Jesus "Marichuy" Velarde de San Roman - Marichuy je mlada djevojka koju je njezina majka povjerila svećeniku Anselmu misleći da će umrijeti. Marichuy je odrasla u sirotištu, te kasnije bježi i živi na ulici. Tamo je siluje jedan pijani muškarac. Tamo je nađe Candelaria, koja je primi u svoj dom. Marichuy ima noćne more od događaja kad je srela pijanog muškarca. Marichuy se upoznaje sa psihoanalitičarom Juanom Miguelom, čijoj obitelji Candelaria pere odjeću. Marichuy se uda za Juana Miguela, ali kad su bili na medenom mjesecu u Acapulcu sljedećeg jutra saznaje da ju je on silovao i bježi od njega. Zapošljava se kao glumica kod Amadora, a saznaje da je trudna i bježi izvan grada kod Anselmove sestre i njezinog gazde Omara Contrerasa zvanog Leopardo, koji je tmuran i ozbiljan. Kasnije se zaljubi u Marichuy. Marichuy rodi sina kojeg nazove po ocu - Juan Miguel, te joj se još mnogo toga događa - čak i oslijepi, no na kraju se udaje za Juana Miguela.
- William Levy - Juan Miguel San Roman - Juan Miguel je bogati i ugledni psihoanalitičar koji ima ženu u koju nije zaljubljen i petogodišnju kćer Mayitu. Zaljubljuje se u Marichuy i oženi se s njom nakon što misli da mu je žena umrla. No njegova žena se vraća i on je prisiljen ostati s njom. Nakon svega na kraju se oženi s Marichuy, s kojom ima istoimenog sina.

### Obitelj San Roman
- Nailea Norvind - Viviana Mayer Montenegro de San Roman - Žena Juana Miguela zainteresirana samo za zabavu i užitak. Spremna je na sve kako bi dobila što želi. S Juanom Miguelom se pripremala ići na Bahame, no avion u kojem su bili pao je, no oboje su preživjeli. Svi su mislili da je ona mrtva, no ona uživa na Bahamima. Nakon što je jedan Jamajkanac opljačka, ona ga upuca i baci nasred mora. Pokuša pokrasti muža i bogatstvo svoje španjolske prijateljice i pokuša je ubiti. Pojavljivala se Mayiti govoreći joj kako je Juan Miguel pokušao ubiti. Kasnije se vraća glumeći da je izgubila pamćenje i tako pridobije Juana Miguela. Nakon što je Juan Miguel otkrije, glumi da je trudna. Na kraju je ubije Mayitina guvernanta, prerušena u drugu ženu nesvjesno sa svojim bodežom.

Viviana je zadržana u uvodnoj špici sve do 105.epizode iako je ubijena u 69., a od tada je ispisana. Nakon toga se još dvaput prikazala: na slici i u Onelijinom sjećanju kada je išla posjetiti njezin grob.
- Laura Zapata - Onelia Montenegro - Svekrva Juana Miguela i Vivianina majka. Mrzi Marichuy jer je smatra prijetnjom vezi Juana Miguela i Viviane. Nakon što je Viviana ubijena, misli da je Juan Miguel ubio i želi mu oduzeti kćer. Na kraju postaje dobra.
- Sarai Meza - Mayita San Roman - Kćer Viviane i Juana.
- Sherlyn - Rocio San Roman de Velarde - Dobra sestra Juana Miguela i Marichuyina prijateljica. Zaljubljuje se u Vicentea, slikara koji slika Marichuy, no s njim doživljuje nesreću na motoru. Kasnije se zaljubljuje u Daniela Velardea, Marichuyinog bratića i na kraju se udaje za njega.
- África Zavala - Elsa Maldonado San Roman - Sestrična Juana Miguela. Trebala se udati za njegovog prijatelja Eduarda, no pobjegla je prije vjenčanja da bi išla Nelsonu. Na kraju završi s Rafaelom.
- Elizabeth Dupeyron - Luisa San Roman de Maldonado -Juanova teta i Elsina majka, Franciscova žena.
- Oscar Traven - Francisco Maldonado - Juan tetak političar i Elsin otac, Luisin muž.

### Obitelj Velarde
- Helena Rojo - Cecilia Santos de Velarde - Marichuyina dobra majka koja je mislila da je na samrti, pa je ostavlja svećeniku. Zbog toga je Marichuy u početku prezirala. Na kraju joj kćer oprašta.
- Ricardo Blume - Patricio Velarde - Bogat i strog sudac. Cecilijin muž koji ne voli Marichuy zbog njezinog prostačkog ponašanja. Kasnije se pomiri s Marichuy, svojom kćeri.
- Ana Patricia Rojo - Estefania Rojas/Estefania Velarde - Isabellina nećakinja koja zajedno s njom osmisli plan u kojem je Estefania Cecilijina i Patriciova kćer. Mrzi Marichuy jer saznaje da je ona prava kćer Velardeovih, a i jer se zaljubila u Juana, a Marichuy joj je prepreka. Nakon otkrića Velardeovih da Estefania nije njihova prava kći, Isabella kaže da Estefania nije znala za to pa ona ostaje u kući, no Isabella odlazi. Pokuša ubiti Marichuy dvaput, no završi u zatvoru, no poludi pa je na kraju zatvaraju u psihijatrijsku bolnicu.

Estefania je zadržana u uvodnoj špici sve do 161.epizode, iako je više nije prikazivalo. Nakon toga je još jednom prikazana u 191.epizodi kada je mislila da se ona zove Maria de Jesus. Tada je njezin psihijatar zaključio da joj grižnja savjesti neće dopustiti da se ikad izliječi.
- Rocio Banquells - Isabella Rojas - Estefanijina tetka i Cecilijina prijateljica koja joj kaže da je ona uzela njezino dijete u sirotištu i da je to Estefania. Također mrzi Marichuy i na kraju završava u zatvoru jer je bila Estefanijina pomoćnica.

Isabella je zadržana u uvodnoj špici sve do 161.epizode, iako je više nije prikazivalo od 142.epizode. Još se jednom pojavila u 192.epizodi govoreći Amadoru u zatvoru kako bi se trebao pokajati za sve što je učinio.
- Victor Noriega - Daniel Velarde - Marichuyin dobar bratić. Profesor povijesti. Zaljubljuje se u Rocio i na kraju se oženi s njom.

Daniel je naknadno ubačen u seriju, pa ga možemo vidjeti od 155.epizode, a od 161.epizode prikazuje se u uvodnoj špici.

### Iz susjedstva
- Evita Munoz "Chachita" - Candelaria Martinez - Starica koja je našla Marichuy na ulici i primila je u dom. Ona je duhoviti lik ove telenovele.
- Miguel Corcega / Hector Gomez - Otac Anselmo - Svećenik kome je Cecilia dala Marichuy. Voli Marichuy i pomaže joj u svemu.
- Abraham Ramos - Adrian Gonzalez - Mladić koji se zaljubljuje u Marichuy, no ona ga odbija. Kasnije se zaljubi u Puritu i oženi se s njom.
- Georgina Salgado - Purita de Gonalez - Olgina kći koje je osuđuje zbog njene prošlosti, no pomiri se s time. Zaljubljuje se u Adriana i uda se za njega.
- Beatriz Monroy - Casilda Lopez - Susjeda tračerica koja mrzi Marichuy jer joj ona krade ruže iz dvorišta. Mrzi Olgu i stalno ponavlja Puriti tko je bila Olga.

Casildu ne prikazuje od 95.epizode, iako je u uvodnoj špici zadržana do kraja.

### Ostali likovi
- Jorge Da Silva - Eduardo Garibay - Juan najbolji prijatelj koji se namjeravao oženiti Elsom, no ona ga je ostavila. Na kraju se oženi s Beatriz.
- Arturo Carmona - Amador Robles - Muškarac opsjednut s Marichuy. Zao i hladan, želi pridobiti Marichuy pod svaku cijenu. Zapošljava je kao glumicu jer je on redatelj i naredi Piranji da otme Marichuyino dijete. Na kraju završava u zatvoru.
- Renata Flores - Martirio - Posluga obitelji Velarde i pomagačica Estefaniji i Isabelli. Mrzi Marichuy, no na kraju postaje dobra.
- Rodrigo Mejia - Nelson Acuna - Elsin ljubavnik zbog kojeg ona ostavlja Eduarda. Želi biti poetičar. Na kraju umire od svoje bolesti.
- Ana Isabel Corral - Beatriz de Garibay - Elsina prijateljica zaljubljena u Amadora koja rodi njegovo dijete. Na kraju se udaje za Eduarda.
- Jesus More - Vicente - Slikar koji slika Marichuy i Rocijin vjerni dečko. Nakon nesreće s motorom ostane paraliziran, no uspije prohodati. Kasnije otima Rafaela s Anom Julijom i Amadorom i na kraju ga njih dvoje ubiju.
- Mauricio Mejia - Israel Perez - Vicenteov i Nelsonov prijatelj koji želi biti liječnik pa se zapošljava kod Juana. Kasnije postaje vozač obitelji Velarde. Na kraju se oženi s Becky.
- Katherine Kellerman - Becky de Perez - Elsina i Beatrizina prijateljica koja se udaje za Israela.
- Sara Montes - Balbina Gomez - Vjerna sluškinja San Romanovih i Marichuyina prijateljica.
- Aurora Clavel - Fermina - Žena koja nalazi Marichuyinog sina.
- Rebeca Manriquez - Olga - Candelarijina i Marichuyina susjeda i njihova dobra prijateljica. Njezina kćer je osuđuje jer je prije bila prostitutka.
- Beatriz Aguirre - Mariana de San Roman - Juanova majka koja je već umrla, no ona je proizvod Mayitine mašte. Ona savjetuje Mayitu, priča joj priče i tješi je. Pojavljuje se kao starica u bijelom.
- Maya Mishalska - Blanca Silva/Ivette Dorleaque - Mayitina guvernanta koja ima podvojenu ličnost. Nesvjesno se pretvara u Ivette, zlu ženu. Ubije Vivianu kao Ivette. Na kraju se zaljubljuje u Leoparda.

Blanca je naknadno ubačen lik. Njezino prvo pojavljivanje bilo je u 49.epizodi, a od 50 je u uvodnoj špici. Nakon vjenčanja za Leoparda, odlazi iz serije te je od 140.epizode više ne prikazuje, iako je u uvodnoj špici zadržana do 161.epizode.
- Rene Strickler - Omar Contreras "Leopardo" - Vlasnik seoskog imanja koji je u početku hladan zbog toga što ga je ostavila jedna žena, za koju se kasnije saznaje da je Ivette, tj. Blanca. Kasnije se zaljubljuje u Marichuy, a na kraju u Blancu.

Leopardo je naknadno ubačen lik. Prvo pojavljivanje mu je bilo u 49.epizodi, a od 50 je u uvodnoj špici. Nakon vjenčanja s Blancom, odlazi iz serije te ga od 140.epizode više ne vidimo u seriji, a iz uvodne špice je ispisan u 161.epizodi.
- Rafael del Villar - Tomas - Vicenteov otac i Mercedesin muž.
- Diana Golden - Mercedes - Vicenteova majka i Tomasova žena.
- Marius Biegai - Fernantes - Sluškinja obitelji San Roman.
- Vania Rojo - Dora - Sluškinja obitelji Velarde i Marichuyina prijateljica.
- Michelle Vieth - Ana Julia - Marichuyina prijateljica koja joj kasnije postaje neprijateljica. Zaljubljuje se u Juana. Otme Marichuy i prijeti da će je ubiti. S Amadorom i Vicenteom otima Rafaela. Na kraju umire nakon što rodi Amadorovo dijete.

Ana Julia je naknadno ubačen lik. Prvo pojavljivanje joj je bilo u 102.epizodi, a od 105 je u uvodnoj špici. Nakon odlaska Estefanie, postaje glavni ženski negativac.
- Maite Embil - Leticia de Lizzaraga - Španjolska prijateljica Viviane koju je ona pokušala ubiti. Žena Gustava Lizzarage.
- Archie Lafranco - Gustavo Lizzaraga - Leticijin muž kojeg je Viviana pokušala zavesti.
- Carlos Camara mlađi - Cimmaro - Inspektor policije koji strpa Isabellu i Estefaniu u zatvor.
- Adrian Martinon - Piranja - Neprijatelj Leoparda koji pomaže Amadoru, Isabelli, Estefaniji i Viviani da otme Marichuyino dijete. Na kraju napušta imanje.
- Francisco Rubio - Rafael Cimarro - Marichuyin prijatelj koji se zaljubljuje u nju. Na kraju se oženi Elsom.

Rafael je naknadno ubačen lik. Prvo pojavljivanje mu je u 159.epizodi, a od 161.epizode nalazi se u uvodnoj špici.
- Mauricio Aspe - Raul Soto - Psihoanalitičar, Juanov prijatelj koji mu pomaže izliječiti Blancu/Ivette. Pojavljuje se samo u jednoj epizodi.
- Edgardo Eliezer -Burny - Jamajkanac koji Viviani krade novac. Kada ga ona otkrije, on joj prijeti smrću. Na kraju ga Viviana upuca i baci nasred mora.
- Amparo Garrido - Clemencia - Adrianova majka koja u početku ne podržava vezu njezinog sina s Puritom.

## Pjesme
1. Solo Tu (La Nueva Banda Timbiriche)
2. Esta Soledad (Maite Perroni)
3. Contigo (Maite Perroni)
4. Separada De Ti (Maite Perroni)
5. Ave Maria (Maite Perroni)
6. Y No Sé Que Pasó (Angels)
7. Si Tu No Vuelves (Miguel Bosé)
8. Lejos Estamos Mejor (Motel)
9. Niño (Belanova)
10. No Me Quiero Enamorar (Kalimba)
11. Un Dos Un Dos Tres (El Simbolo)
12. Digale  (David Bisbal)
13. Caricia De Mi Alma (Maya Mishalska)
14. Perdon (Alejandro y Vicente Fernandez)
15. La Gota Fria (Carlos Vives)
16. La Fuerza Del Corazo  (Alejandro Sanz)
17. Una Mujer Salvaje  (Grupo Luz Eterna)
18. Vete Ya  (Valentin Elizalde)

## Zanimljivosti o seriji
- U jednoj sceni telenovele "Cuidado con el angel" na televizoru se pojavljuje epizoda telenovele "Al Diablo con los guapos".
- Stolica, koja je korištena kao dio scenografije u jednoj prostoriji vile Juana Miguela San Romana u telenoveli "Cuidado con el angel" ponovno je poslužila scenografima, ali ovaj put u prostoriji vile u telenoveli "Sortilegio".
- Oca Anselma u seriji "Cuidado con el angel" sve do smrti igrao je Miguel Corcega. Scenaristi serije bili su u dilemi da li da Anselma ubiju (prema nezvaničnim podacima Isabela je ta koja ga je trebala ubiti) ili da ga zamijeni drugi glumac. Odlučena je ova druga varijanta, jer je lik bio neophodan u razvoju ljubavne priče izmađu Marichuy i Juana Miguela. Hector Gomez je nastavio ondje gdje je Miguel Corcega stao.
- Glumica Maite Perroni je u telenoveli "Cuidado con el angel" kao Marichuy, za potrebe snimanja čak četiri puta oblačila vjenčanicu.
- U jednoj sceni Evita Munoz Chachita (Candelaria) sluša radio, a na njemu se emitirala prva radio telenovela i to Fuego en la Sangre.
- Scena u kojoj Juan Miguel progoni Marichuy snimljena je u obiteljskoj kući Velarde.
- Za ulogu Alonsa u telenoveli "Querida Enemiga" audiciji je pristupio William Levy, ali ju je na kraju odbio zbog uloge u telenoveli "Cuidado con el angel"

## Vanjske poveznice
- Službena stranica  Arhivirana inačica izvorne stranice od 16. srpnja 2008. (Wayback Machine) (šp.)